# Cecilia Caballero Blanco
Cecilia Caballero Blanco (30 de setembro de 1913 – 13 de agosto de 2019) foi a esposa do 24º presidente da Colômbia, Alfonso López Michelsen, e serviu como primeira-dama da Colômbia de 1974 a 1978.

## Vida pessoal
Cecilia nasceu em 30 de setembro de 1913 em Bogotá, filha de Julio Caballero Barrera e Mary Blanco Barroso. Ela se casou com Alfonso López Michelsen, advogado e político, em 23 de outubro de 1938. Eles tiveram três filhos: Alfonso, economista e diplomata, Juan Manuel e Felipe. Ela fez 100 anos em setembro de 2013, e morreu em 13 de agosto de 2019 com 105 anos. Ela também foi a primeira-dama da Colômbia com vida mais longa.